# Ucayalina de Televisión
Ucayalina de Televisión es un canal de televisión abierta peruano basado en la ciudad de Pucallpa, en el departamento de Ucayali, con transmisiones regulares desde 2004. Fue fundado por el empresario Nestor Rodríguez Ramírez. Proporciona material a la cadena de noticias Enlace Nacional desde 2008.

## Historia
Originalmente, el canal fue lanzado en los años 90 como una estación repetidora del canal 13 de Lima, Global Televisión, junto con noticieros locales. Tras el fin del contrato con Global Televisión a finales de 2003, se convirtió en un canal independiente y relanzado con el nombre de «Ucayalina de Televisión» el 19 de abril de 2004. Su ceremonia de inauguración contó con la presencia de las autoridades, empresarios y personalidades de la región. Su personal estaba compuesto por Marcel de Smedt, productor general; Juan Ramírez, director de prensa; y Gunter Paredes, camarógrafo.
Hasta el 2012, se transmitió el programa más lóngevo de la estación, Nando Show y su mundo de clase A, programa de sociales.
El canal generó disputas con Jorge Velásquez Portocarrero al ser difundido en una secuencia del canal 19 sin su autorización.